# Journée de commémoration du génocide arménien

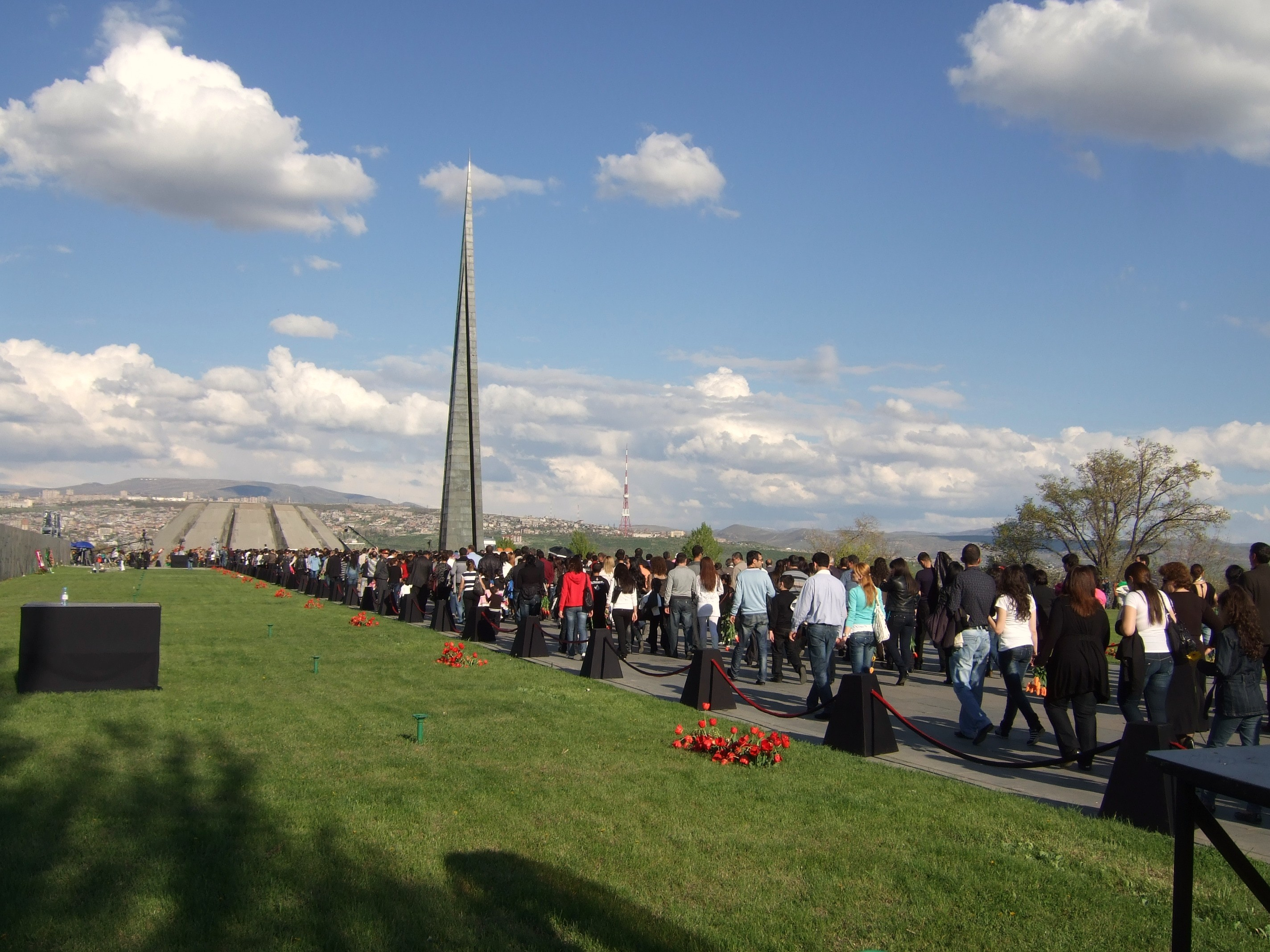
Défilé commémoratif à Tsitsernakaberd le 24 avril 2011.

La journée de commémoration du génocide arménien (en arménien : Եղեռնի զոհերի հիշատակի օր) est un jour férié en Arménie et dans le Haut-Karabagh ayant lieu chaque 24 avril. Il est également l'occasion de commémorations par la diaspora arménienne à travers le monde,. À Erevan, un défilé conduit traditionnellement des centaines de milliers de personnes jusqu'à Tsitsernakaberd. Le 24 avril est la date de la rafle des intellectuels arméniens en 1915 à Constantinople.

## Histoire
La date a d'abord été choisie par les Arméniens du Liban pour commémorer le génocide arménien en 1965, à l'occasion de son 50e anniversaire. Le même jour, la ville d'Erevan est secouée par des manifestations interdites.
Le 9 avril 1975, la Chambre des représentants des États-Unis adopte la résolution no 148 adoptant la date du 24 avril, comme la « journée nationale de commémoration de l'inhumanité de l'Homme contre l'Homme ». La résolution insiste sur les victimes de génocides, en particulier celles du génocide arménien. Toutefois, la résolution ne passe pas l'étape du comité judiciaire du Sénat des États-Unis en raison de la forte opposition du président Gerald Ford qui la considère comme une atteinte à l'alliance stratégique avec la Turquie.
Dans la diaspora, les commémorations le jour du 24 avril sont popularisées grâce à des actions anti-turques initiées par des mouvements comme l'Asala ; ainsi en 1981, la journée du 24 avril rassemble plus de 10 000 personnes en France.
En Arménie soviétique, la date du 24 avril devient officiellement jour de commémoration du génocide en 1988. En 1997, l'Assemblée de l'État de Californie fait du 24 avril le jour du souvenir du génocide arménien ainsi que celui des victimes du pogrom de Soumgaït de 1988 et de celui de Bakou en 1990.
La journée du 24 avril est également l'occasion de la commémoration du génocide assyrien.